# Coubon
 Coubon  es una población y comuna francesa, situada en la región de Auvernia, departamento de Alto Loira, en el distrito de Le Puy-en-Velay y cantón de Puy-en-Velay-Sud-Est.

## Demografía
| 1076 | 1115 | 1486 | 2047 | 2562 | 2708 |
| Para los censos de 1962 a 1999 la población legal corresponde a la población sin duplicidades (Fuente: INSEE [Consultar]) |      |      |      |      |      |